# Berzovia
Berzovia is een Roemeense gemeente in het district Caraș-Severin.
Berzovia telt 4037 inwoners.